# 小行星6870
小行星6870（英語：6870 Pauldavies）是一颗围绕太阳公转的小行星。1992年7月28日，罗伯特·H·麦克诺特在赛丁泉山发现了此天体。
这颗小行星的绝对星等为251.2447912297232等。